# Léon Poliakov
Léon Poliakov (em russo Lev Vladimirovich Polyakov, Лев Владимирович Поляков; São Petersburgo, 25 de novembro de 1910 - Orsay, 8 de dezembro de 1997) foi um historiador que escreveu exaustivamente sobre o Holocausto e o antissemitismo. Nascido em uma família judaica de São Petersburgo, Poliakov viveu na Itália e Alemanha até se estabelecer na França.
Durante a Segunda Guerra Mundial estabeleceu o Centre de Documentation Juive (1943) 
e depois da guerra ajudou Edgar Faure no Julgamento de Nuremberg.
Serviu como diretor de pesquisa do Centre national de la recherche scientifique (CNRS). Poliakov morreu em Paris no dia 8 de dezembro de 1997. numa segunda-feira.

## Publicações
- L'étoile jaune - La situation des Juifs en France sous l'Occupation - Les législations nazie et vichyssoise (Editions Grancher, October 1999 - three texts: a book of 1949, an article in Historia magazine in 1968 and a text of 1980) ISBN 2-7339-0642-9
- Harvest of Hate: The Nazi Program for the Destruction of Jews in Europe 1956
- The History of Anti-Semitism: From the Time of Christ to the Court Jews (University of Pennsylvania Press (November, 2003)) ISBN 0-8122-1863-9
- The History of Anti-Semitism: From Mohammed to the Marranos (University of Pennsylvania Press (November, 2003)) ISBN 0-8122-1864-7, ISBN 0-8122-3767-6
- The History of Anti-Semitism: From Voltaire to Wagner (University of Pennsylvania Press (October, 2003)) ISBN 0-8122-1865-5
- The History of Anti-Semitism: Suicidal Europe. 1870-1933 Vanguard Press (January, 1986)
- The Aryan Myth: A History of Racist and Nationalistic Ideas In Europe (Barnes & Noble Books (1996)) ISBN 0-7607-0034-6
- Jews Under the Italian Occupation (com Jacques Sabille) (Howard Fertig; 1st American ed edition (December, 1983)) ISBN 0-86527-344-8
- «Moscou, troisième Rome» Moscou, a terceira Roma
- «L`Auberge des musiciens» (memórias)
- «L`envers du Destin» (autobiografia)
- "De l'antisionisme à l'antisémitisme" (1969)